# سست‌خاره
سست‌خاره (نام علمی: Ischnacanthus) نام یک سرده از راسته سست‌خاره‌ریختان است.
سست‌خاره دندان‌هایی پوزه‌ای داشت که در جلو بزرگ‌تر بودند. حلقه‌ای از دندان‌های کوچک‌تر هم در محل تلاقی دو استخوان آرواره بود. سست‌خاره دندان‌هایی مثلث‌شکل در آرواره‌های پایین و بالا داشت. دندان‌های جدیدش به جلوی آرواره افزوده می‌شدند و بنابراین نشانی از ساییدگی در آن‌ها نبود. این ماهیِ دریاچه‌های آب شیرین بدنی باریک و روان‌رو و باله‌هایی تکامل‌یافته داشت. تیغ‌های دراز و نازک این ماهی را فقط به‌همراه باله‌هایش یافته‌اند و نشانی از تیغ‌های میانی آن نیست. زره‌بندی ناحیه‌ی سر و شانه‌ی این ماهی در مقایسه با بعضی از خارپایگان قدیمی‌تر سبک‌تر بود و در نتیجه سست‌خاره می‌توانست هنگام شکار یا فرار از شکارچیان دیگر چابک‌تر باشد. بدنش را فلس‌هایی کوچک و چندضلعی پوشانده بودند و دمش شبیه دم کوسه بود.